# Багдад (Аризона)
Багдад (англ. Bagdad) — переписна місцевість (CDP) в США, в окрузі Явапай штату Аризона. Населення — 1932 особи (2020).

## Географія
Багдад розташований за координатами 34°34′38″ пн. ш. 113°10′37″ зх. д. / 34.57722° пн. ш. 113.17694° зх. д. (34.577109, -113.177008).  За даними Бюро перепису населення США в 2010 році переписна місцевість мала площу 20,68 км², уся площа — суходіл.

### Клімат
| Клімат : Багдад         | Клімат : Багдад | Клімат : Багдад | Клімат : Багдад | Клімат : Багдад | Клімат : Багдад | Клімат : Багдад | Клімат : Багдад | Клімат : Багдад | Клімат : Багдад | Клімат : Багдад | Клімат : Багдад | Клімат : Багдад | Клімат : Багдад |
| Показник                | Січ.            | Лют.            | Бер.            | Квіт.           | Трав.           | Черв.           | Лип.            | Серп.           | Вер.            | Жовт.           | Лист.           | Груд.           | Рік             |
| Абсолютний максимум, °C | 28,3            | 28,9            | 31,1            | 37,8            | 38,9            | 45,6            | 43,3            | 43,3            | 42,2            | 36,7            | 31,1            | 27,2            | 45,6            |
| Середній максимум, °C   | 14,7            | 16,6            | 18,7            | 23,3            | 28,2            | 34,0            | 36,2            | 35,3            | 32,2            | 26,3            | 19,7            | 15,3            | 25,1            |
| Середній мінімум, °C    | 0,9             | 2,1             | 3,9             | 6,9             | 11,7            | 16,6            | 19,9            | 19,2            | 16,2            | 10,4            | 4,1             | 1,1             | 9,4             |
| Абсолютний мінімум, °C  | −12,8           | −11,7           | −8,3            | −2,8            | 0,0             | 6,7             | 11,1            | 8,9             | 4,4             | −3,9            | −7,8            | −13,3           | −13,3           |
| Днів з дощем            | 5,7             | 5,6             | 6,8             | 3,3             | 2,6             | 1,0             | 5,0             | 6,4             | 4,7             | 3,6             | 3,2             | 4,7             | 52,6            |
| ----------------------- | --------------- | --------------- | --------------- | --------------- | --------------- | --------------- | --------------- | --------------- | --------------- | --------------- | --------------- | --------------- | --------------- |
| Джерело: NOAA           |                 |                 |                 |                 |                 |                 |                 |                 |                 |                 |                 |                 |                 |

## Демографія
Згідно з переписом 2010 року, у переписній місцевості мешкало 1876 осіб у 682 домогосподарствах у складі 485 родин. Густота населення становила 91 особа/км².  Було 838 помешкань (41/км²).
Расовий склад населення:
| - 86,6 % — білих - 3,0 % — корінних американців - 0,5 % — чорних або афроамериканців - 0,3 % — азіатів - 0,1 % — вихідців з тихоокеанських островів - 6,3 % — осіб інших рас |

До двох чи більше рас належало 3,3 %. Частка іспаномовних становила 24,4 % від усіх жителів.
За віковим діапазоном населення розподілялося таким чином: 33,1 % — особи молодші 18 років, 62,5 % — особи у віці 18—64 років, 4,4 % — особи у віці 65 років та старші. Медіана віку мешканця становила 30,1 року. На 100 осіб жіночої статі у переписній місцевості припадало 123,9 чоловіків;  на 100 жінок у віці від 18 років та старших — 119,0 чоловіків також старших 18 років.
Середній дохід на одне домашнє господарство  становив 88 489 доларів США (медіана — 78 233), а середній дохід на одну сім'ю — 96 433 долари (медіана — 85 938). Медіана доходів становила 71 563 долари для чоловіків та 46 029 доларів для жінок. За межею бідності перебувало 3,6 % осіб, у тому числі 1,3 % дітей у віці до 18 років та 0,0 % осіб у віці 65 років та старших.
Цивільне працевлаштоване населення становило 954 особи. Основні галузі зайнятості: сільське господарство, лісництво, риболовля — 67,1 %, роздрібна торгівля — 8,0 %, мистецтво, розваги та відпочинок — 6,3 %, освіта, охорона здоров'я та соціальна допомога — 5,9 %.